# Kubboot

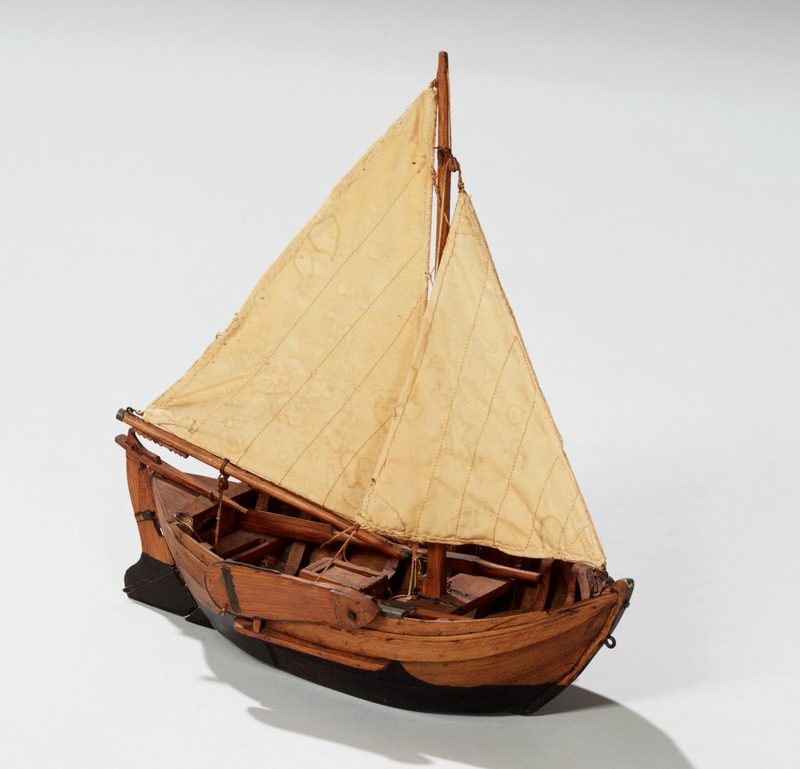
Scheepsmodel van een getuigde kubboot, collectie Zuidezeemuseum

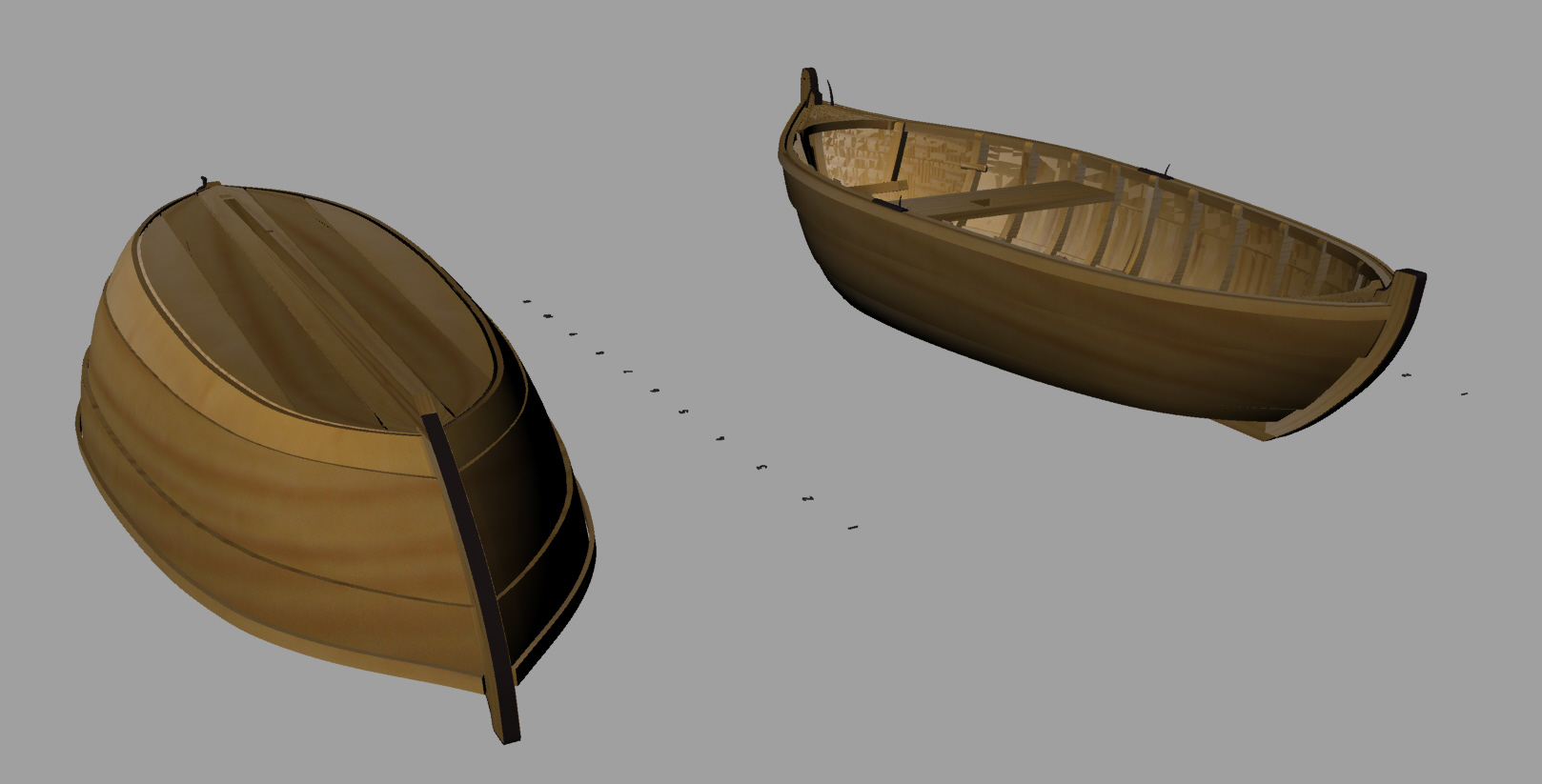
Technische schets van een kubboot

Een kubboot is een klein (tot vier meter) maar zwaar gebouwd eikenhouten scheepje voor de aalvisserij met kubben, van wilgentenen gevlochten manden voor de aalvangst. 
De kubboot is in gebruik gebleven tot de afsluiting van de Zuiderzee. Het was van een stoere, ronde, Nederlandse bouw.

## Uiterlijk
Het is voor en achter vrijwel gelijk van vorm, met kromme iets voorover hellende voorsteven en een ook kromme, vallende, kortere achtersteven op een smalle kiel. Het heeft een duidelijke zeeg, met de grootste breedte midscheeps. De spanten zijn rond van vorm. De huid is meestal glad en soms overnaads beplankt. Het zwaar uitgevoerde berghout is hoog aangebracht. Meestal was er een doft en een klein plechtje in het achterschip. Er kon met het scheepje gemakkelijk geroeid worden, zowel vooruit als achteruit. Dat was van belang voor het langs de kubben varen. Er zat daarom geen scheg onder. Er werd weleens mee gezeild met een spriettuig en fokje. Ook kon het bootje geboomd worden. Kubboten zijn veelal zonder bun uitgevoerd. 

## Afkomst
Naar wordt aangenomen is het model gelijk aan de, van af de in middeleeuwen gebruikte Crabschuyt, welk model terug is te voeren tot aan de kleine vikingscheepjes.

## Gebruik
De kubboot kwam voor langs de gehele Oostwal (Harderwijk, Vollenhove), de Zuidwal (Spakenburg), en de Westwal (Durgerdam, Marken, Monnickendam) van het IJsselmeer. Met de kubboot werden de palingkubben naar hun positie geroeid, waar ze in ondiep water, aan een essenhouten stok werden bevestigd en verzwaard met stenen in het water gelaten. Naast inzet bij het plaatsen en leeghalen van de kubben, werd de kubboot gebruikt als bijboot van een botter of schokker. In Durgerdam werd de kubboot ingezet voor de visserij met hoekwant op bot.

## Afbeeldingen
De kubboot is vaak te zien op schilderijen uit de 18e en 19e eeuw, maar dan op voor- of achtergrond van de afbeelding, meestal haven- en stadsgezichten. Het is dan schetsmatig afgebeeld, met de bijbehorende kubben en losse kaaren. Het scheepje werd als zo gewoon beschouwd dat niemand de moeite heeft genomen om het te beschrijven.
Pas bij de beschrijving van de visserij en de scheepjes van de Zuiderzee door Peter Dorleijn in de serie Gaand en staand want is er door hem een fraaie duidelijke tekening van de kubboot gemaakt.
In de collectie van het Zuiderzeemuseum bevinden zich meerdere kubboten.